# Повторные парламентские выборы в Азербайджане (2001)
Повторные парламентские выборы в Азербайджане (2001) — повторные парламентские выборы, состоявшиеся в Азербайджане в январе 2001 года в избирательных округах, результаты выборов в которых были аннулированы.

## История
После завершения парламентских выборов 2000 г Центральная избирательная комиссия объявила результаты выборов. Центральная избирательная комиссия объявила окончательные результаты выборов и объявила об отмене результатов выборов в 4 избирательных округах. Комиссия направила итоговые протоколы в Конституционный Суд Азербайджанской Республики. 22 ноября 2000 года состоялось заседание Конституционного Суда Азербайджанской Республики, на котором были аннулированы результаты выборов по 7 избирательным округам — Ясамальскому второму избирательному № 7, Хатаинскому первому избирательному № 9, Астаринскому городскому № 53, Бардинскому городскому № 56, Гусарскому городскому № 64, Гаджигабул-Сальянскому городскому № 94 и Шамкирскому городскому № 98.
25 ноября 2000 года Президент Азербайджанской Республики Гейдар Алиев подписал Распоряжение № 577 "О назначении повторных выборов депутатов Милли Меджлиса Азербайджанской Республики на 4 января 2001 года по Ясамальскому второму избирательному округу, Хатаинскому первому избирательному округу, Хатаинскому второму избирательному округу, Сумгаитскому первому избирательному округу, Аxсу-Кюрдамирскому избирательному округу, Астаринскому избирательному округу, Бардинскому городскому избирательному округу, Гусарскому избирательному округу, Имишлинскому избирательному округу, Аджикабуль-Сальянскому избирательному округу и Шамкирскому городскому избирательному округу". Однако позднее, в целях обеспечения более полного участия международных наблюдателей в ходе повторных выборов в Милли Меджлис Азербайджана в некоторых избирательных округах, а также принимая во внимание рекомендации Совета Европы и Бюро по правам человека и демократическим институтам ОБСЕ, Президент Азербайджана Гейдар Алиев 18 декабря 2000 года подписал Указ № 586, которым определил дату выборов – 7 января 2001 года.

## Партии и кандидаты
Председатель Партии Народного фронта Азербайджана, бывший президент Абульфаз Эльчибей, здоровье которого ухудшилось перед парламентскими выборами 2000 года, начал проходить лечение в Анкаре. В этот период подготовка партией единого списка кандидатов на пропорциональных выборах вызвала споры и проблемы. Таким образом, партия разделилась на два крыла. После смерти Абульфаза Эльчибея 22 августа 2000 года оба крыла объявили себя «настоящей» партией, не признав другую сторону.
На повторных выборах в Милли Меджлис 147 граждан получили от окружных избирательных комиссий подписные листы для выдвижения своих кандидатур по одномандатным избирательным округам, а 111 из них представили в комиссии уведомительные документы (включая заполненные подписные листы). Из них 90 были зарегистрированы окружными избирательными комиссиями, а 14 впоследствии сняли свои кандидатуры. Из 76 кандидатов, фамилии которых были включены в бюллетени для голосования на повторных выборах, 34 были независимыми и 37 - представителями 9 политических партий.

### Общая ситуация
| Избирательные округа        | 544     |
| Количество избирателей      | 484.183 |
| Количество поданных голосов | 238.432 |
| Явка избирателей (%)        | 49,24   |
| Количество депутатов        | 11      |

### Участие
| Избирательный округ        | Количество избирателей | Количество голосов | Уровень участия (%) |
| -------------------------- | ---------------------- | ------------------ | ------------------- |
| Второй Ясамальский № 7     | 34.350                 | 12.517             | 36,44               |
| Первый Хатаинский № 9      | 45.280                 | 14.008             | 30,94               |
| Второй Хатаинский № 10     | 45.408                 | 15.206             | 33,49               |
| Первый Сумгаитский № 38    | 46.803                 | 19.919             | 42,56               |
| Ахсу-Кюрдамирский № 51     | 40.321                 | 19.696             | 48,85               |
| Астаринский № 53           | 47.070                 | 36.753             | 78,08               |
| Бардинский городской № 56  | 44.358                 | 19.557             | 44,09               |
| Гусарский № 65             | 44.155                 | 27.917             | 63,23               |
| Имишлинский № 68           | 43.077                 | 26.082             | 60,55               |
| Аджикабуль-Сальянский № 94 | 43.482                 | 26.047             | 59,90               |
| Шемкирский № 99            | 49.789                 | 20.730             | 41,56               |
| Итог                       | 484.183                | 238.432            | 49,24               |

## Итоги голосования
Центральная Избирательная Комиссия Азербайджанской Республики провела заседание, посвященное окончательным результатам голосования на повторных выборах депутатов Милли Меджлиса Азербайджанской Республики. На заседании были утверждены окончательные результаты выборов и протокол был направлен в Конституционный Суд Азербайджанской Республики для утверждения результатов. Конституционный Суд Азербайджана, рассмотрев постановления и протоколы, 22 января 2001 года утвердил результаты выборов.
По результатам выборов были избраны следующие кандидаты: Алимамед Нуриев, Маис Сафарли, Игбал Агазаде, Фикрет Садыгов,  Хидаят Гуламов, Искендер Гулиев, Захид Орудж, Гюльмет Пирматов, Фамиль Мамедов, Огтай Самедов и Абуталыб Самедов.
По результатам выборов было избрано 11 депутатов. Правящая партия Новый Азербайджан сохранила свою позицию 1-й партии, отстранив 5 депутатов. Партия Народного фронта Азербайджана сохранила свою позицию 2-й партии и основной оппозиционной партии, отстранив 1 депутата. Партия Национальной независимости Азербайджана и Партия Родины получили по одному депутату и поднялись на 4-ю и 5-ю партийные позиции соответственно. Партия Единение во имя Азербайджана и Гражданская партия Азербайджана впервые получили право быть представленными в парламенте, выдвинув по одному депутату.
| Избирательные округа       | Победивший кандидат | Партия                                         |
| -------------------------- | ------------------- | ---------------------------------------------- |
| Второй Ясамальский № 7     | Алимамед Нуриев     | Народный Фронт Азербайджана                    |
| Первый Хатаинский № 9      | Маис Сеферли        | Гражданская партия Азербайджана                |
| Второй Хатаинский № 10     | Игбал Агазаде       | Беспартийный                                   |
| Первый Сумгаитский № 38    | Фикрет Садыхов      | Новый Азербайджан                              |
| Ахсу-Кюрдамирский № 51     | Хидает Гуламов      | Партия Национальной Независимости Азербайджана |
| Астаринский № 53           | Искендер Кулиев     | Новый Азербайджан                              |
| Бардинский городской № 56  | Захид Орудж         | Партия Родина                                  |
| Гусарский № 65             | Гульмет Пирметов    | Новый Азербайджан                              |
| Имишлинский № 68           | Фамиль Мамедов      | Новый Азербайджан                              |
| Аджикабуль-Сальянский № 94 | Октай Самедов       | Новый Азербайджан                              |
| Шемкирский № 99            | Абуталыб Самедов    | Партия Альянс во имя Азербайджана              |